# Säuleck
Säuleck är ett berg i Österrike.   Det ligger i distriktet Spittal an der Drau och förbundslandet Kärnten, i den centrala delen av landet, 270 km sydväst om huvudstaden Wien. Toppen på Säuleck är 3 086 meter över havet, eller 244 meter över den omgivande terrängen. Bredden vid basen är 2,1 km.
Terrängen runt Säuleck är huvudsakligen bergig, men åt sydost är den kuperad. Runt Säuleck är det ganska glesbefolkat, med 29 invånare per kvadratkilometer.. Närmaste större samhälle är Bad Gastein, 17,5 km nordväst om Säuleck. 
Trakten runt Säuleck består i huvudsak av gräsmarker.